# Yamadaella
Yamadaella, rod od tri morske vrste crvenih algi smješten u vlasatitu porodicu Yamadaellaceae, dio je reda Nemaliales.
Rod je opisan 1970. kao monotipičan nakon što je iz roda Liagora izdvojena vrsta Liagora caenomyce, danas priznata kao  Yamadaella caenomyce. Godine 2015. i 2018. u njega su uklkjučene još dvije novootkrivene vrste, jedna kod Bermuda (Y. grassyi, 2015) i druga kod Novog Zelanda ( Y. australis, 2018).

## Vrste
1. Yamadaella australis Huisman & S.-M.Lin
2. Yamadaella caenomyce (Decaisne) I.A.Abbott
3. Yamadaella grassyi Popolizio, C.W.Schneider & C.E.Lane